# CRM-Fields-PIMS Prize
Der CRM-Fields-PIMS Prize ist ein Preis Centre de Recherches Mathématiques (CRM) an der Universität Montreal, des Fields Institute und des Pacific Institute for the Mathematical Sciences (PIMS) in Vancouver für herausragende Forschungsleistungen in Kanada wirkender Mathematiker. Er wurde 1994 als CRM-Fields Prize gegründet, 2005 umbenannt und wird seit 2006 von allen drei Instituten verliehen.

## Preisträger
- 1995 H. S. M. Coxeter
- 1996 George A. Elliott
- 1997 James Arthur
- 1998 Robert V. Moody
- 1999 Stephen A. Cook
- 2000 Israel Michael Sigal
- 2001 William T. Tutte
- 2002 John B. Friedlander
- 2003 John McKay, Edwin A. Perkins
- 2004 Donald A. Dawson
- 2005 David W. Boyd
- 2006 Nicole Tomczak-Jaegermann
- 2007 Joel Feldman
- 2008 Allan Borodin
- 2009 Martin T. Barlow
- 2010 Gordon Slade
- 2011 Mark A. Lewis
- 2012 Stevo Todorčević
- 2013 Bruce Reed
- 2014 Niky Kamran
- 2015 Kai Behrend
- 2016 Dani Wise
- 2017 Henri Darmon
- 2018 Jeremy Quastel
- 2019 Nassif Ghoussoub
- 2020 Catherine Sulem
- 2021 Andrew Granville
- 2022 Bálint Virág
- 2023 Christian Genest
- 2024 Ram Murty
- 2025  Leah Edelstein-Keshet